# Duna Aréna
La Duna Aréna, anche nota col nome inglese di Danube Arena, è un complesso acquatico di Budapest, in Ungheria. 

## Descrizione
Progettato da Marcell Ferenc e costruito tra il 2015 e il 2017, l'impianto comprende due piscine per il nuoto, una per i tuffi e una piscina più piccola di allenamento.
L'impianto era stato progettato per ospitare i campionati mondiali di nuoto del 2021, ma, dopo il ritiro di Guadalajara, furono riassegnati a Budapest quelli del 2017. La costruzione dell'opera fu quindi riprogettata a causa della scadenza più ravvicinata.
L'impianto ha 5000 posti fissi e altri 8000 aggiuntivi che sono stati montati provvisoriamente per i campionati mondiali di nuoto 2017, durante i quali ha ospitato le gare di nuoto e tuffi, e smontati dopo la sua conclusione.
Dal 10 al 23 maggio 2021 la Duna Aréna ha ospitato la XXXV edizione dei Campionati europei di nuoto.